# テラコッタ
テラコッタ（terra cotta）とは、イタリア語の「焼いた（cotta） 土（terra）」に由来する言葉。以下のような意味をもつ。
1. 陶器や建築用素材などに使われる素焼きの焼き物。
2. 上記に用いられる粘土のこと。
3. 上記 1. または 2. から転じて、そのような色のこと。通常、茶色がかったオレンジ色である。

## 彫刻用語

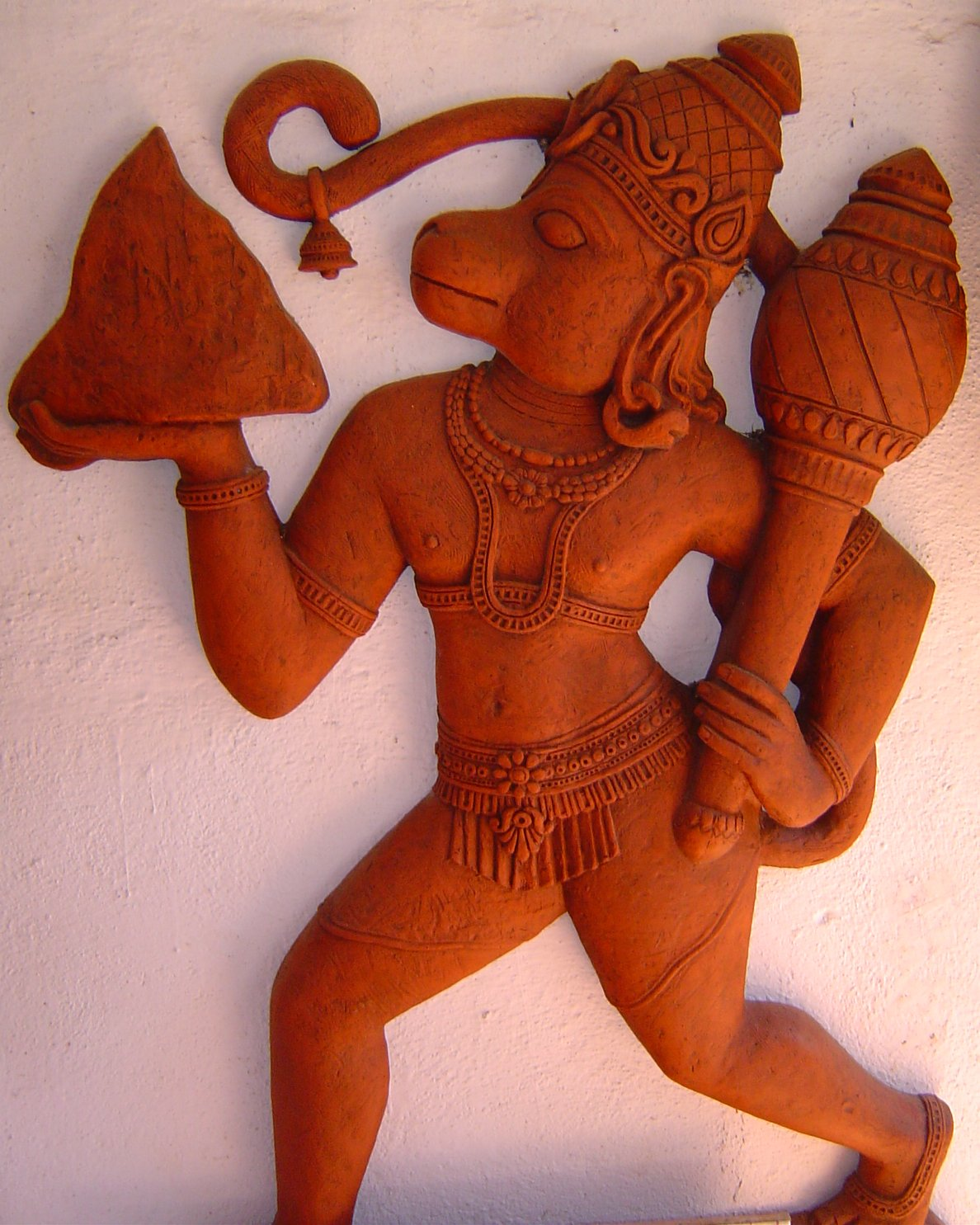
テラコッタで作られた
ヒンドゥー教の神ハヌマーン

素焼きで仕上げる彫刻を指す。メソポタミア、古代ギリシア、エトルリアにおいてみられ、いったん衰退したがルネサンス期にイタリアやドイツを中心に復興され、現在は各地域で制作されている。古代ギリシアのタナグラ人形、中国の俑、日本における縄文時代の土偶、古墳時代の埴輪もまた、製法としてはテラコッタである。 

## 粘土
テラコッタは焼成温度によって出来上がりの色彩が変化する。800度程度で焼成されたものがよく見られる。
レンガや屋根板と同様、彫刻や陶器に使われてきた長い歴史がある。
古代においては、彫刻をこしらえたあと、天日干しにしていた。その後、火おけの灰の中に入れて焼き固めるようになった。最終的には今日見られるのと同様に窯に入れて焼くようになった。
紀元前210年から209年にかけて建設された始皇帝の兵馬俑にもテラコッタが使われている。

## 色名
JISの色彩規格では「くすんだ黄みの赤」としている。 近似色としては煉瓦色があり、それよりは色より薄く淡いイメージである。